# Nobuo Kawaguchi
Nobuo Kawaguchi (Niigata, 10 april 1975) is een voormalig Japans voetballer.

## Carrière
Nobuo Kawaguchi speelde tussen 1998 en 2008 voor Júbilo Iwata en FC Tokyo.